# Porsgölen (Simonstorps socken, Östergötland, 651989-152375)
Porsgölen är en sjö i Norrköpings kommun i Östergötland och ingår i Kilaåns huvudavrinningsområde.